# Afschuiving (grondmechanica)

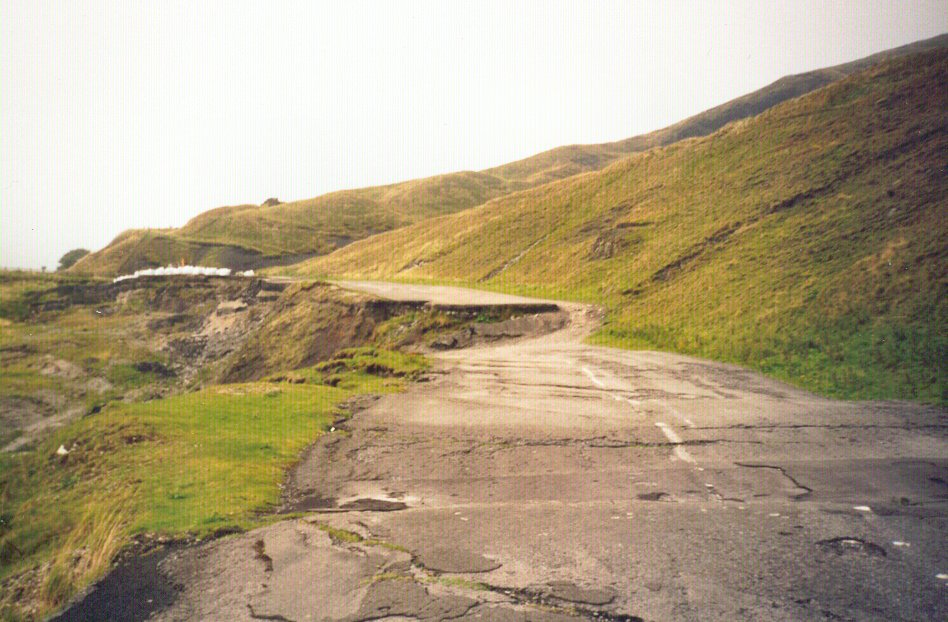
Afschuiving van taluds, Derbyshire, UK

Afschuiving is een verschijnsel uit de constructieleer en grondmechanica. 
In de grondmechanica wordt gesproken over afschuiving bij dijken en andere grondkerende constructies. Bij dit type afschuiving beweegt de ene grondlaag zich ten opzichte van een onderliggende grondlaag waarbij zich een spleet vormt tussen beide grondlagen.
Verschillende vormen van afschuiving kunnen zich voordoen:
- horizontale afschuiving
- cirkelvormige afschuiving (glijcirkel)

Op 26 augustus 2003 vond er afschuiving plaats in de veenkade van de Nederlandse plaats Wilnis.